# Armatocereus cartwrightianus
Armatocereus cartwrightianus, conocido comúnmente como cardo maderero, es una especie de planta suculenta perteneciente al género Armatocereus, dentro de la familia Cactaceae. Es endémica de Sudamérica, distribuyéndose por Ecuador y Perú.

## Descripción

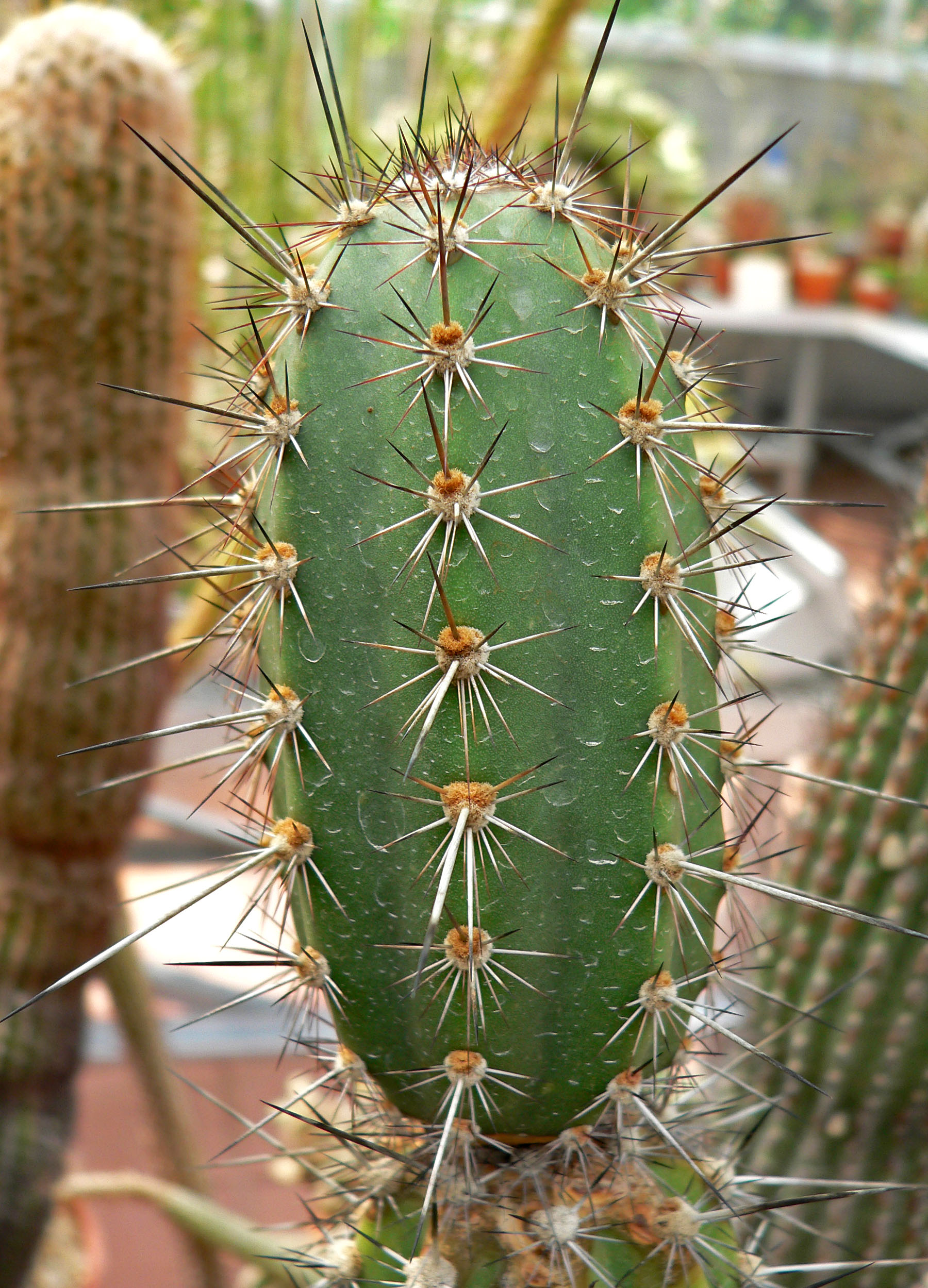
Detalle del tallo y las espinas

Armatocereus cartwrightianus es una especie de cactus que crece en forma de árbol, con tallos cilíndricos, erectos y ramificados, alcanzando alturas de hasta 12 m. Generalmente forman un tronco bien desarrollado de hasta 2 m de altura y un diámetro de 30 cm. 
Los tallos son de color verde oscuro y se dividen en segmentos de 30 a 60 cm de largo con un diámetro de 7 a 10 cm, que se estrechan en ambos extremos. Son maderables y ramificados, y presentan de 6 a 9 costillas, separadas por incisiones profundas. Las areolas presentan espinas con forma de aguja que primeramente son de color marrón y luego se vuelven blancas con la punta más oscura. Hay presentes 4 espinas centrales de 2 a 10 cm de longitud, y de 15 a 25 espinas radiales de 0,5 y 2,5 cm de largo.
Las flores son nocturnas y de color blanco, por lo que son polinizadas por polillas y murciélagos. Tienen una longitud de 7 a 9 cm y un diámetro de 4 a 5 cm. Los frutos, en forma de huevo, son inicialmente verdes y luego se vuelven rojos. Tienen una longitud de 5 a 9 cm y una pulpa de color blanco.

## Distribución y hábitat

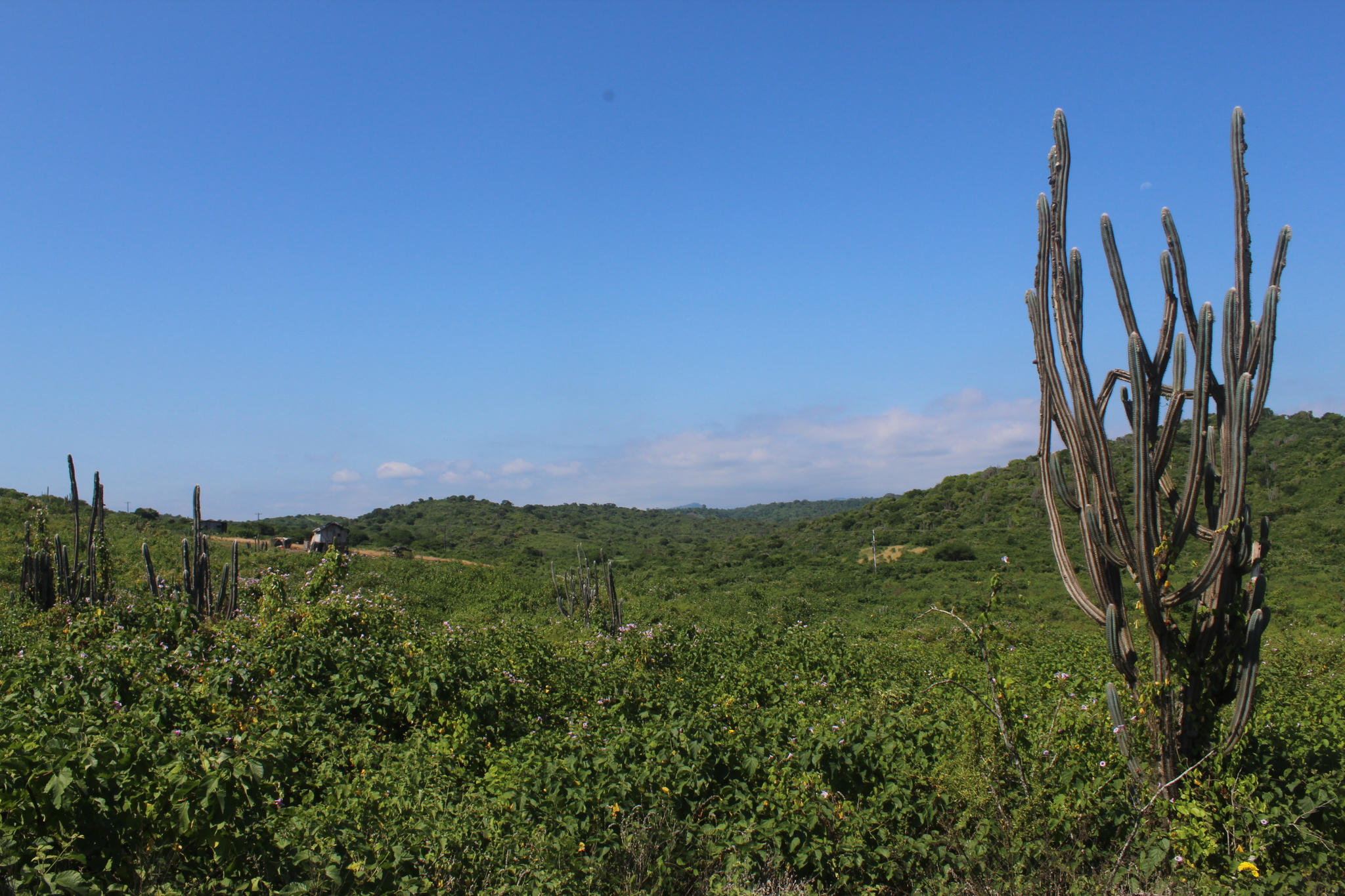
Planta en su hábitat

El área de distribución nativa de esta especie va de Ecuador a Perú y crece principalmente en biomas desérticos o de matorrales secos, donde forma verdaderos bosques de Armatocereus.

## Taxonomía
Armatocereus cartwrightianus fue descrita por el botánico alemán Curt Backeberg y publicada por primera vez en el libro Kaktus-ABC: 176 en 1936.
Etimología
- Armatocereus: nombre genérico que deriva de las palabras latinas armatus (que significa 'armado') y cereus (que significa 'velas' o 'cirios'), en referencia a la morfología de sus tallos, en forma de columnas espinosas.[3]
- cartwrightianus: epíteto específico otorgado en honor al cónsul británico Alfred Cartwright, quien ayudó a muchos científicos durante sus visitas a Ecuador y Perú.[4]

## Estado de conservación
En la Lista Roja de Especies Amenazadas de la UICN, la especie está clasificada como de “Preocupación Menor (LC)”.

## Usos
Se cultiva principalmente como planta ornamental y su propagación se realiza normalmente a través de semillas o esquejes. Además, los frutos son utilizados como fruta en Perú por los lugareños y los brotes se utilizan con fines medicinales.

## Galería

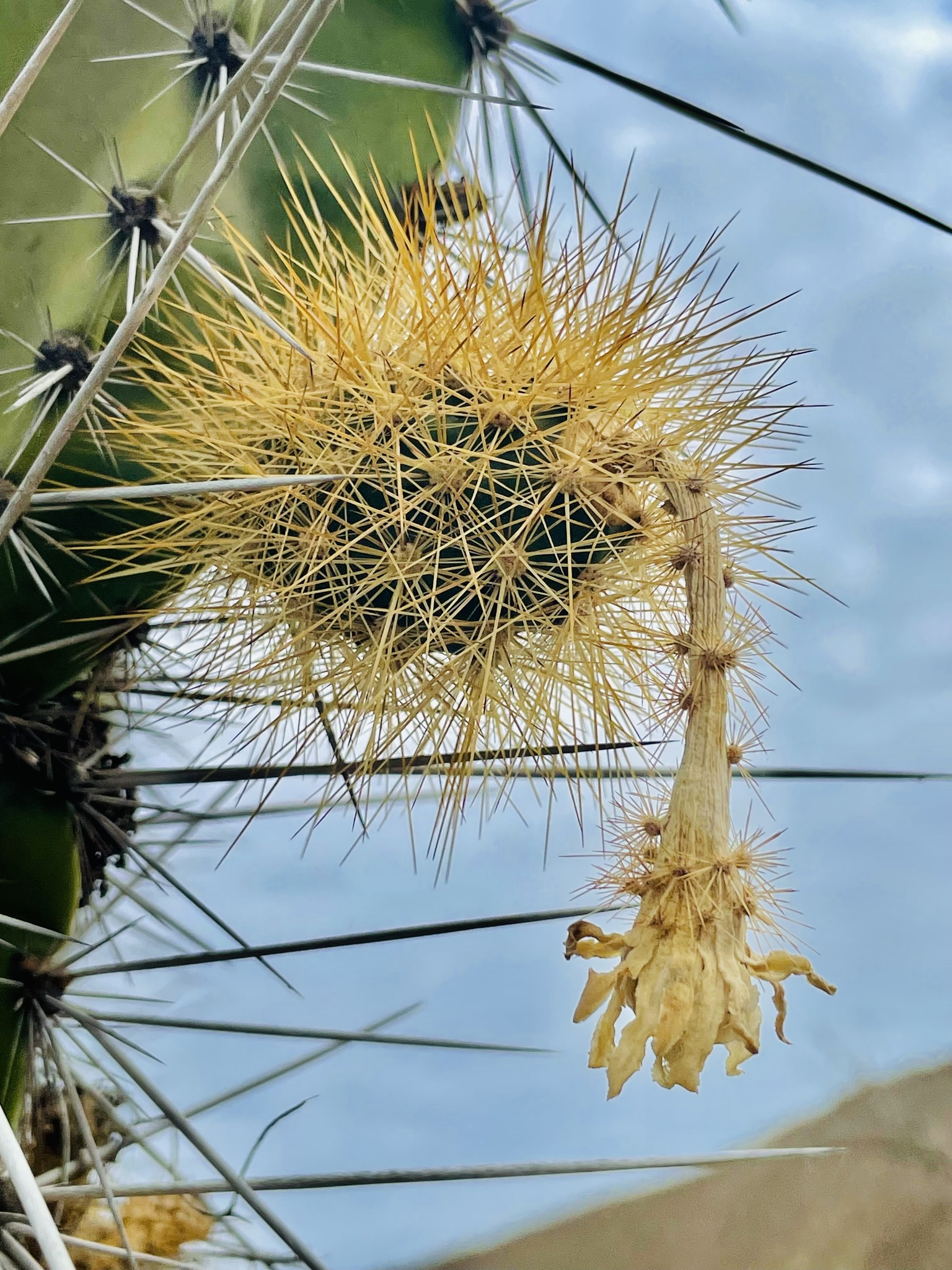
Detalle del fruto
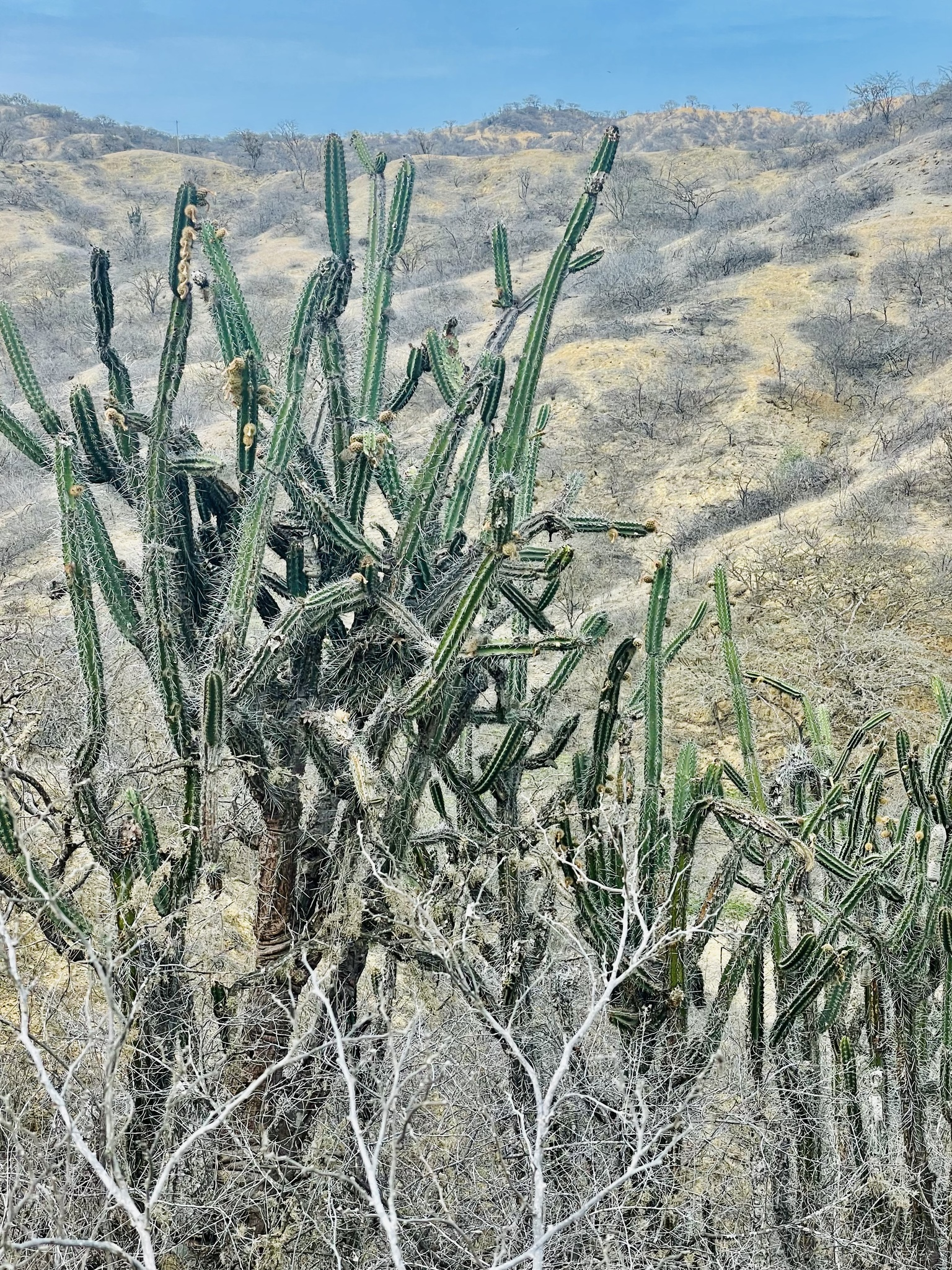
Porte de la planta
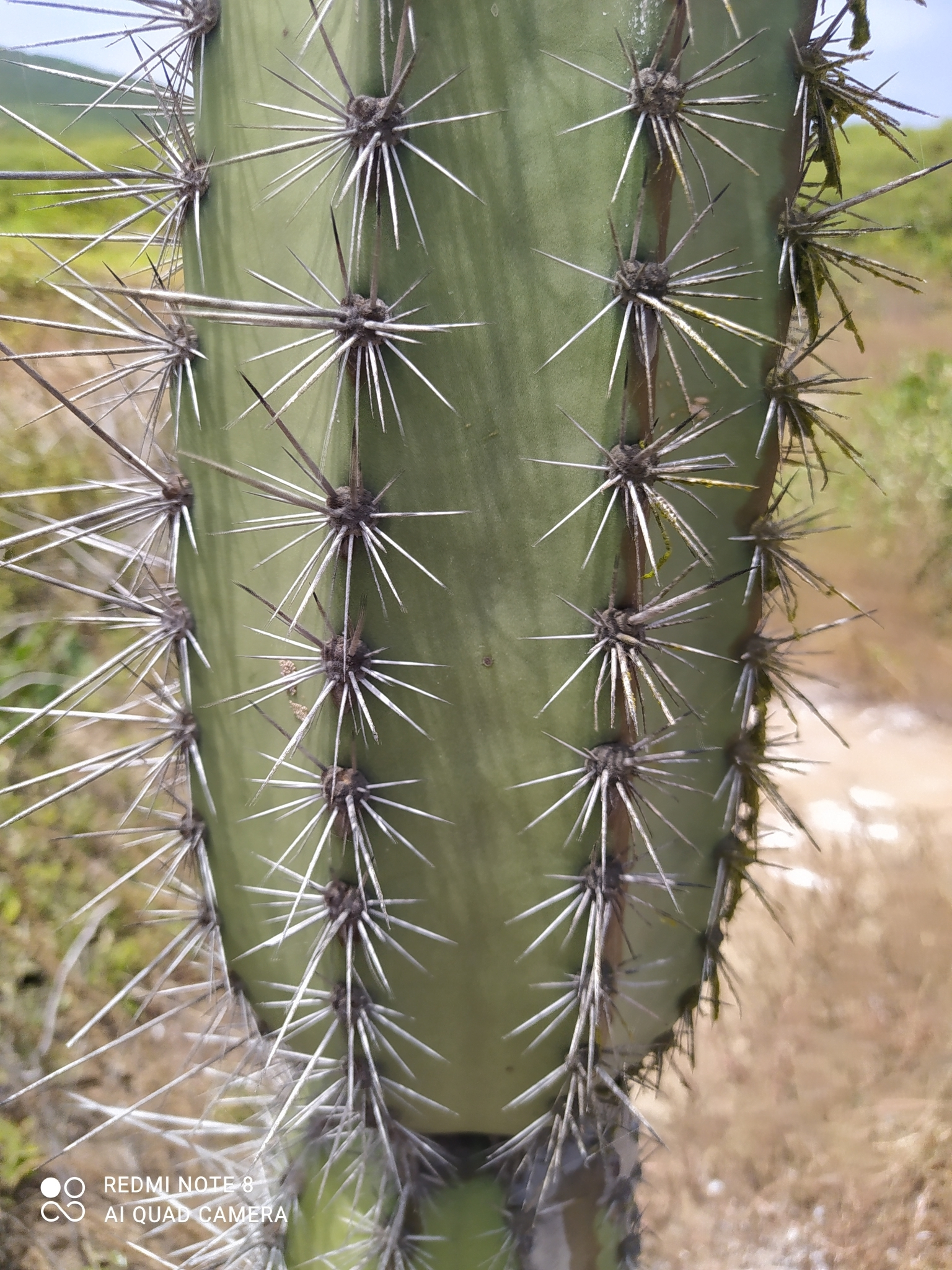
Detalle de las espinas
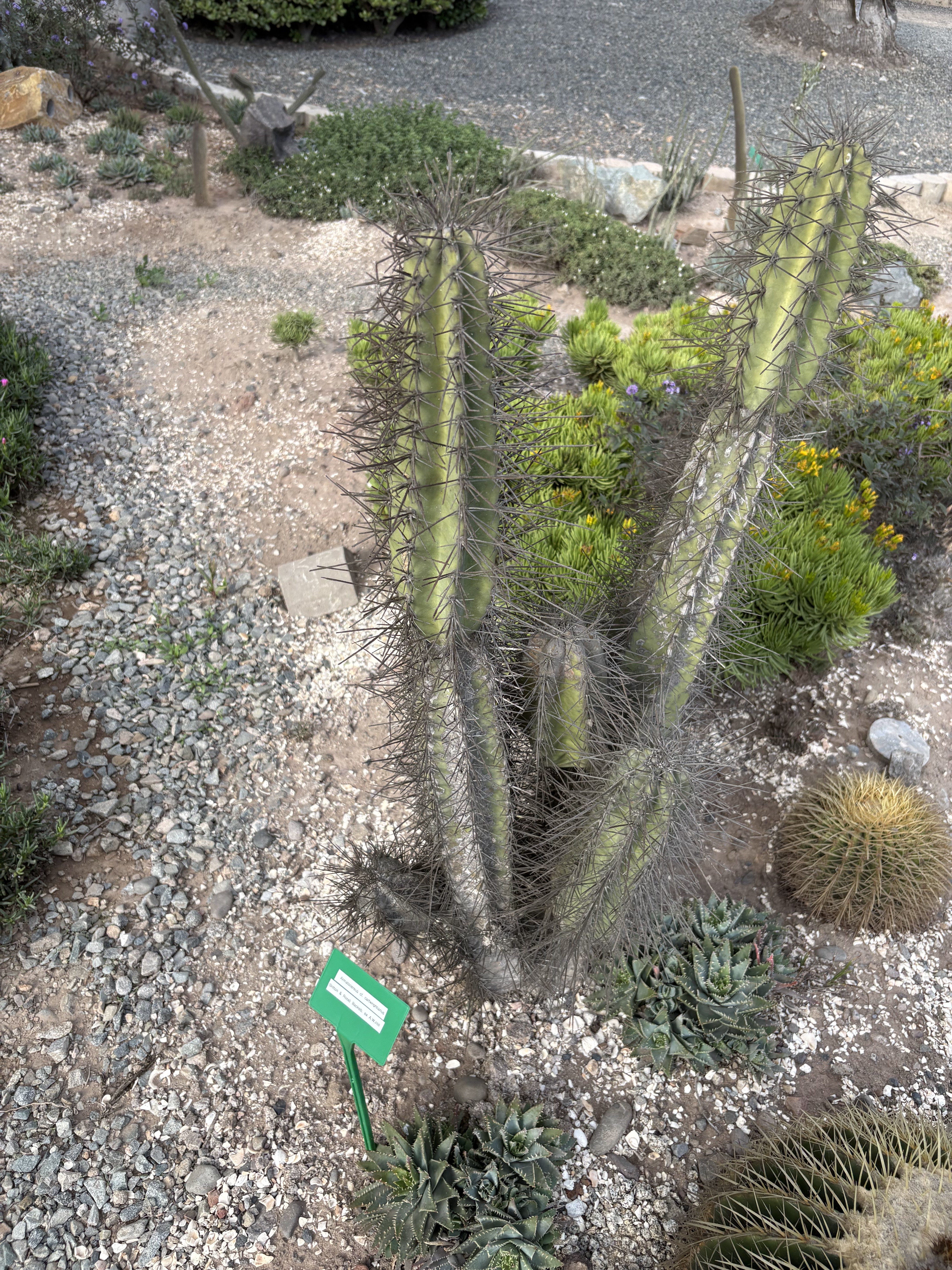
Planta en cultivo
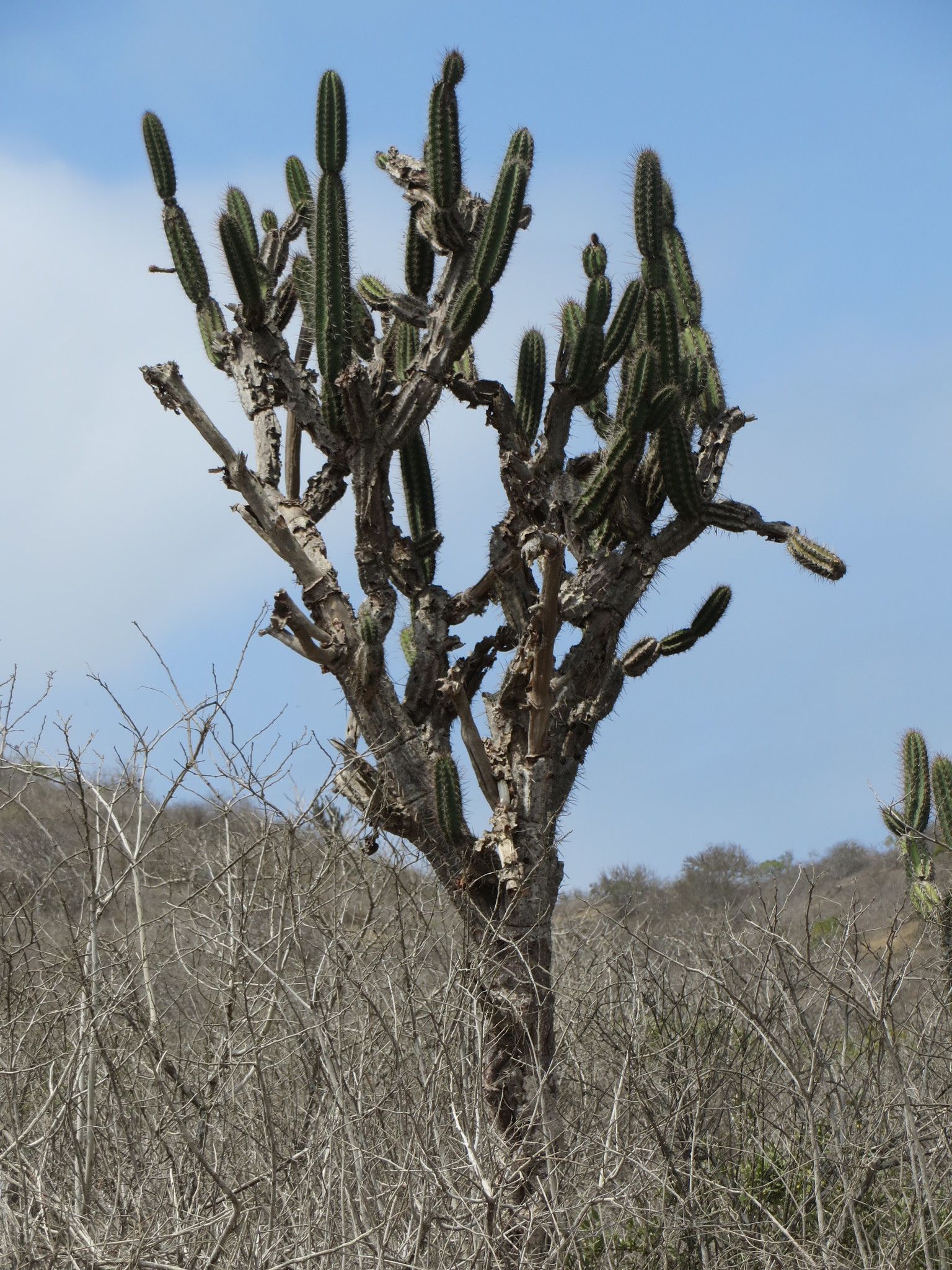
Forma arborescente